# Cratere Nako
Nako è un cratere sulla superficie di Marte.